# Arvi Kalsta
Arvid (Arvi) Daniel Kalsta (fram till 1927: Grönberg), född 14 oktober 1890 i Joensuu, död 25 maj 1982 i Helsingfors, var en finländsk affärsman och nationalsocialistisk politiker.
Han tillhörde den första gruppen inom jägarrörelsen som kom till rörelsens utbildningsläger Lockstedter Lager i Tyskland i februari 1915. Kalsta deltog i finska inbördeskriget 1918 som jägarkapten. Han lämnade den militära banan 1918 och ägnade sig därefter åt affärslivet.
Kalsta dömdes till fängelsestraff för sin del i Lapporörelsens kidnapping av riksdagens talman Väinö Hakkila 1930. Efter frigivningen begav han sig till Ostpreussen och grundade 1932 den nazistiska Finlands folkorganisation. Denna upplöstes 1936, varefter han accepterade regeringens erbjudan att bli direktör för det nya Hotell Pohjanhovi i Rovaniemi, där han stannade till 1938. På hösten 1940 grundade han åter en nazistorganisation, Kansallissosialistien järjestö. De krigstida begränsningarna i föreningsfriheten och konkurrens från andra nazistiska organisationer gjorde dock att han inte längre fick något genomslag.
Efter andra världskriget verkade han som ombud i Finland för ett antal utländska företag.